# Michaił Kasciuk
Michaił Pauławicz Kasciuk (biał. Міхаіл Паўлавіч Касцюк, ros. Михаил Павлович Костюк, Michaił Pawłowicz Kostiuk; ur. 26 marca 1940 w Mościszczu w rejonie nowogródzkim, zm. 5 lutego 2019) – białoruski historyk, doktor nauk historycznych (odpowiednik polskiego stopnia doktora habilitowanego), profesor i akademik Narodowej Akademii Nauk Białorusi.

## Życiorys
Urodził się 26 marca 1940 roku we wsi Mościszcze, w rejonie nowogródzkim obwodu baranowickiego Białoruskiej SRR, ZSRR. W 1963 roku ukończył Grodzieński Państwowy Instytut Pedagogiczny. W 1980 roku uzyskał stopień doktora nauk historycznych (odpowiednik polskiego stopnia doktora habilitowanego). W 1987 roku zdobył tytuł profesora. W 1987 roku został członkiem korespondentem, a w 1996 roku – akademikiem Narodowej Akademii Nauk Białorusi (NANB). Temat jego dysertacji doktorskiej brzmiał: Działalność Komunistycznej Partii Białorusi w dziedzinie wychowania ideowo-politycznego chłopstwa w okresie budowy socjalizmu (Mińsk, 1979). Od 1969 roku pracował w Instytucie Historii Akademii Nauk Białoruskiej SRR. Od 1970 roku był uczonym sekretarzem. W latach 1975–1981 pełnił funkcję uczonego sekretarza przy Komitecie Centralnym Komunistycznej Partii Białorusi. Od 1981 roku pracował jako zastępca dyrektora, a od 1989 (według innego źródła – od 1988) do 1999 roku – dyrektor Instytutu Historii NANB. Następnie był prezesem Białoruskiego Zrzeszenia Historyków, przewodniczącym Narodowego Komitetu Historyków Republiki Białorusi.

## Działalność naukowa
Michaił Kasciuk w swojej pracy naukowej zajmuje się badaniem socjalno-ekonomicznych i społeczno-politycznych problemów historii Białorusi, głównie okresu radzieckiego (historii chłopów, klasy robotniczej, inteligencji), budowy narodu i państwa, życia społeczno-politycznego, rozwoju kultury Białorusi, opracowuje problem radzieckiego kierowania społeczeństwem i inne. Pozytywnie odnosi się do radzieckiego okresu historii Białorusi. Jego zdaniem władza radziecka odniosła znaczne osiągnięcia w dziedzinie rozwoju socjalno-ekonomicznego i kulturalnego. Był to, według niego, wynik nie tylko robotniczej aktywności ludu, ale także szeroko stosowanych metod administracyjno-kierowniczych, wysokiej centralizacji kierownictwa i unifikacji różnych dziedzin działalności społeczeństwa. Zdaniem Kasciuka przejawiło się to szczególnie w życiu społeczno-politycznym.

## Prace
Michaił Kasciuk jest autorem ponad 150 prac naukowych, w tym 10 indywidualnych i zbiorowych monografii, współautorem encyklopedii. Są to m.in.:
- (we współautorstwie): Historyja Biełaruskaj SSR. T. 4. 1975. (biał.). Brak numerów stron w książce;
- (we współautorstwie): Pieramoha kałhasnaha ładu u Biełaruskaj SSR. 1981. (biał.). Brak numerów stron w książce
- (główny redaktor, we współautorstwie): Historyja raboczaha kłasa Biełaruskaj SSR. T. 2. 1985. (biał.). Brak numerów stron w książce
- Trudowoj wkład kriestjanstwa w pobiedu i uproczenije socyalizma: Na matieriałach BSSR. Mińsk: 1986. (ros.). Brak numerów stron w książce
- Socyalisticzeskije cennosti trużenikow sieła: istorija, sowriemiennost′, pierspiektiwy. Mińsk: 1989. (ros.). Brak numerów stron w książce
- Formirowanije kollektiwistskich idiej w biełorusskoj dieriewnie (1918−1929 gg.). „Woprosy Istorii”. 11, 1983. (biał.).brak numeru strony
- Sledowat′ prawdie istorii. „Kommunist Biełorussii”. 1, 1988. (ros.).brak numeru strony
- Kollektiwizacyja: kak eto było. „Polit. sobiesiednik”. 4, 1989. (ros.).brak numeru strony
- (we współautorstwie): Harysy historyi Biełarusi. Cz. 1−2. 1994−1995. (biał.). Brak numerów stron w książce
- Stalinszczyna i Biełaruś. „Biełaruski Histaryczny Czasopis”. 1−2, 1995. (biał.).brak numeru strony
- „Biez histarycznych wiedau nielha paspiachowa budawać niezależnuju dziarżawu”. „Biełaruskaja Minuuszczyna”. 1, 1996. (biał.).brak numeru strony
- Obszczeje i osobiennoje w prowiedienii sowietskoj nacyonalnoj politiki w Biełorusskoj SSR. W: Rossija w XX w.: problemy nac. otnoszenij. Mińsk: 1997. (ros.). Brak numerów stron w książce.

## Odznaczenia
- Medal Franciszka Skaryny (8 września 2010)[4];
- Gramota Pochwalna Rady Najwyższej Białoruskiej SRR[3].

## Życie prywatne
Michaił Kaściuk był żonaty, miał synów. Był prawosławny.